# Vihorlatské vrchy
Koordinaten: 48° 55′ N, 22° 10′ O

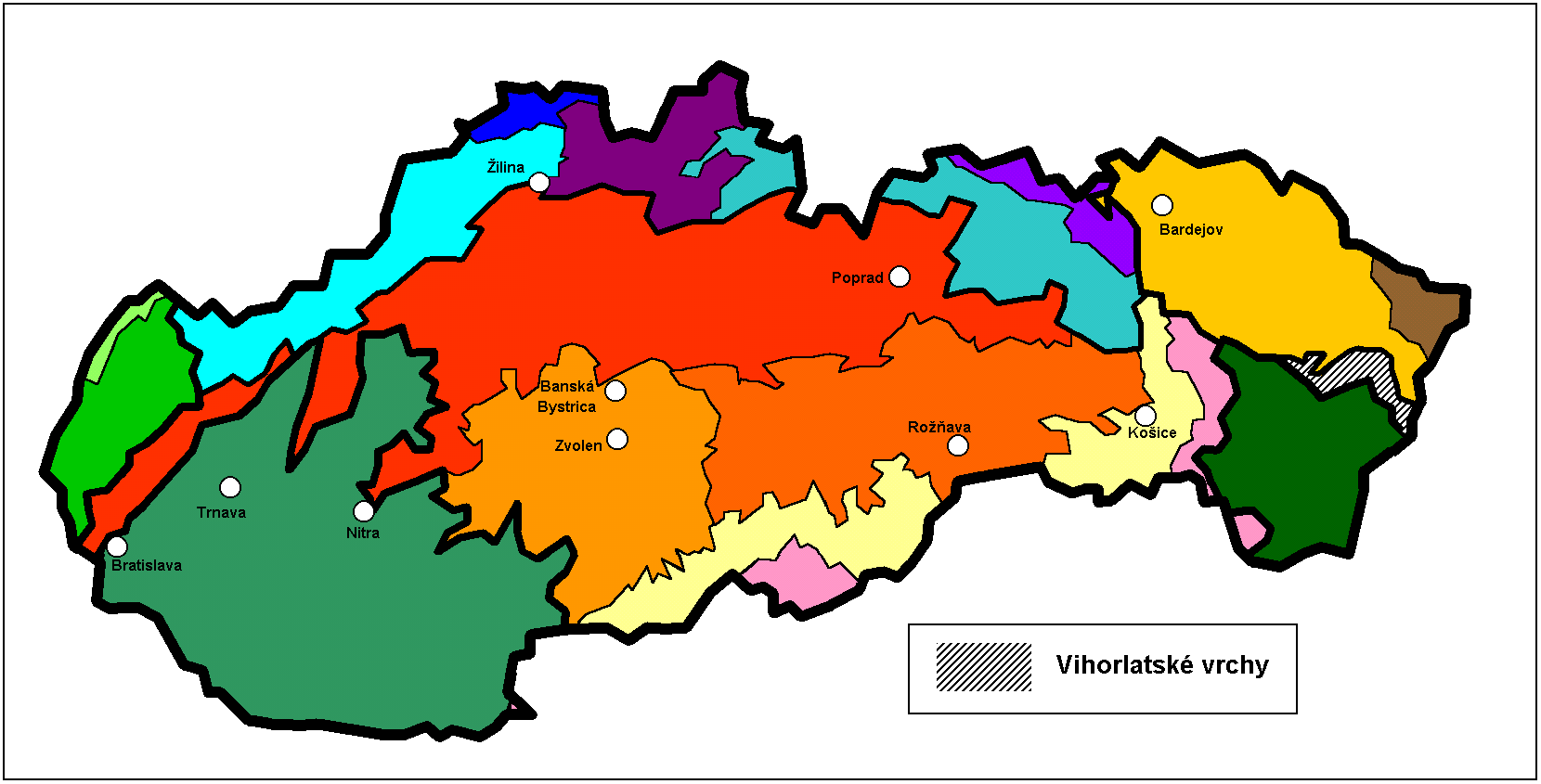
Die Vihorlatské vrchy innerhalb der Geomorphologischen Einteilung der Slowakei

Die Vihorlatské vrchy (deutsch der Vihorlat oder das Vihorlatgebirge) sind ein 55 Kilometer langes und bis zu 11 Kilometer breites, zwischen 400 und 1100 Meter hohes vulkanisches bewaldetes Gebirge in der südlichen Ostslowakei. Die höchste Erhebung ist der Vihorlat mit 1076 Metern, weitere markante Erhebungen sind der Nežabec (1023 m), der Sninský kameň (1005 m), der Lysák (821 m) und der Trislák (772 m).
Die gleichnamigen Urwaldareale im Ostteil des Gebirges sind als Landschaftsschutzgebiet Vihorlat geschützt, während der Westteil militärisches Sperrgebiet Valaškovce ist. Im Ostteil befindet sich der Urwald Vihorlatský prales, seit 2007 Teil des UNESCO-Welterbes „Buchenurwälder in den Karpaten“. Ausgangspunkte für den Rundwanderweg durch den begehbaren Teil des Vihorlatgebirges sind Zemplínske Hámre im Norden und Remetské Hámre im Süden. Anziehungspunkt für viele Touristen ist der 618 m hoch gelegene See Morské oko (Seeauge) unterhalb der Okna-Quelle.
Das Gebirge befindet sich auf der Grenze der Landschaftsverbände (kraje) Prešovský kraj und Košický kraj.
|  |  |  |